# Estação Puerta del Ángel

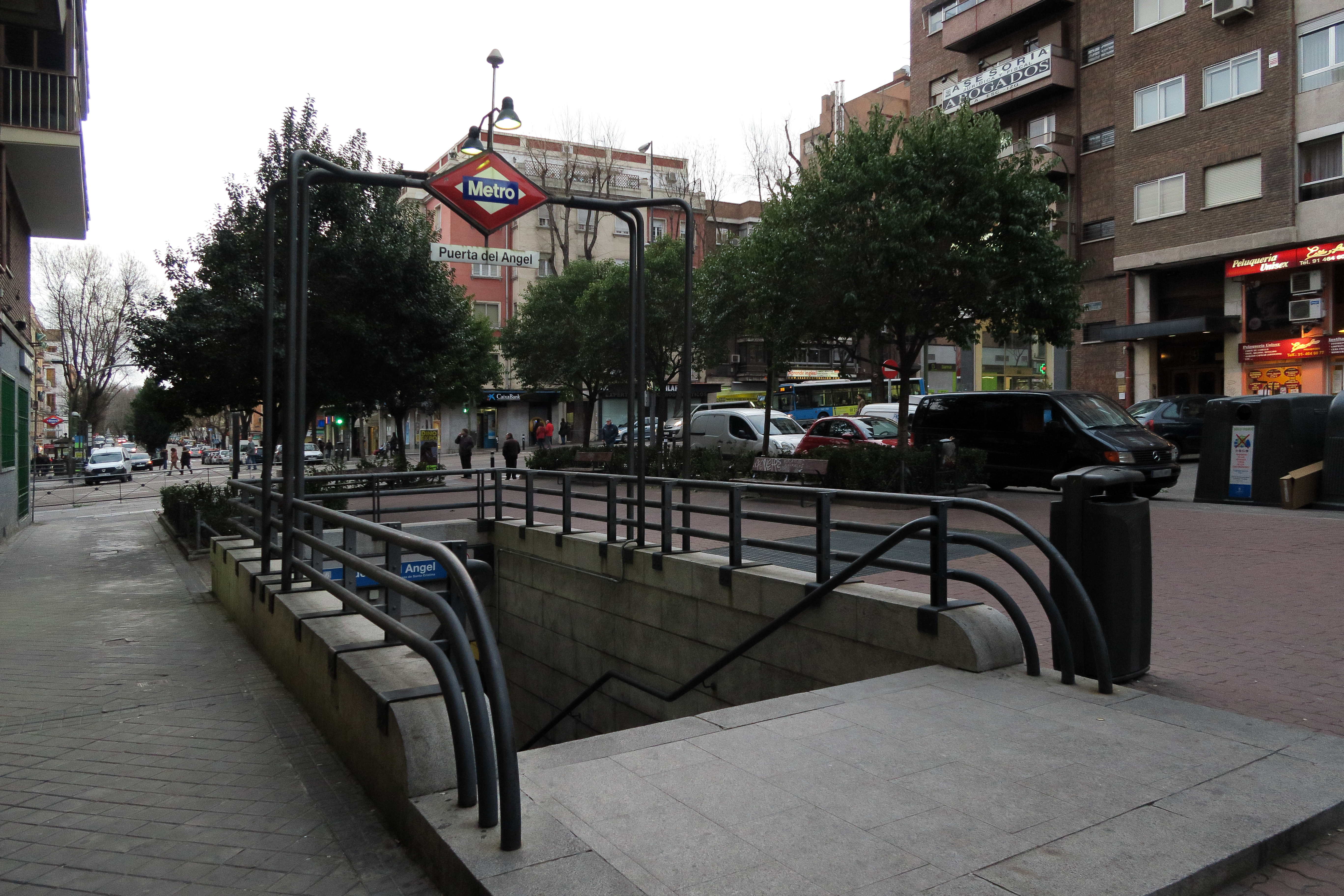
Acesso a estação

Puerta del Ángel é uma estação da Linha 6 do Metro de Madrid.

## História
A estação foi aberta ao público juntamente com a seção que fechou o círculo da linha 6 entre as estações Laguna e Ciudad Universitaria em 10 de maio de 1995.